# Medfallsbådan
Medfallsbådan är skär i Åland (Finland). De ligger i Skärgårdshavet eller Bottenhavet och i kommunen Hammarland i landskapet Åland, i den sydvästra delen av landet. Öarna ligger omkring 39 kilometer norr om Mariehamn och omkring 290 kilometer väster om Helsingfors.
Arean för den av öarna koordinaterna pekar på är 0,6 hektar och dess största längd är 140 meter i nord-sydlig riktning. Trakten är glest befolkad. Närmaste större samhälle är Geta, 12,0 km öster om Medfallsbådan.